# Saint-Yon (Essonne)
Saint-Yon és un municipi francès, situat al departament de l'Essonne i a la regió de Illa de França. L'any 2007 tenia 886 habitants.
Forma part del cantó d'Arpajon, del districte d'Étampes i de la Comunitat de comunes Entre Juine et Renarde.

## Demografia

### Població
El 2007 la població de fet de Saint-Yon era de 886 persones. Hi havia 317 famílies, de les quals 64 eren unipersonals (36 homes vivint sols i 28 dones vivint soles), 87 parelles sense fills, 158 parelles amb fills i 8 famílies monoparentals amb fills.
La població ha evolucionat segons el següent gràfic:
Habitants censats

### Habitatges
El 2007 hi havia 364 habitatges, 327 eren l'habitatge principal de la família, 19 eren segones residències i 17 estaven desocupats. 330 eren cases i 31 eren apartaments. Dels 327 habitatges principals, 294 estaven ocupats pels seus propietaris, 26 estaven llogats i ocupats pels llogaters i 8 estaven cedits a títol gratuït; 5 tenien una cambra, 12 en tenien dues, 19 en tenien tres, 64 en tenien quatre i 228 en tenien cinc o més. 293 habitatges disposaven pel capbaix d'una plaça de pàrquing. A 104 habitatges hi havia un automòbil i a 210 n'hi havia dos o més.

### Piràmide de població
La piràmide de població per edats i sexe el 2009 era:
| Homes | Edats   | Dones |
| ----- | ------- | ----- |
| 0     | 95 o +  | 0     |
| 0     | 90 a 94 | 0     |
| 0     | 85 a 89 | 0     |
| 0     | 80 a 84 | 4     |
| 0     | 75 a 79 | 8     |
| 16    | 70 a 74 | 12    |
| 4     | 65 a 69 | 8     |
| 28    | 60 a 64 | 20    |
| 28    | 55 a 59 | 24    |
| 36    | 50 a 54 | 48    |
| 44    | 45 a 49 | 36    |
| 48    | 40 a 44 | 44    |
| 40    | 35 a 39 | 28    |
| 12    | 30 a 34 | 16    |
| 36    | 25 a 29 | 12    |
| 28    | 20 a 24 | 28    |
| 24    | 15 a 19 | 44    |
| 36    | 10 a 14 | 28    |
| 28    | 5 a 9   | 36    |
| 8     | 0 a 4   | 8     |

## Economia
El 2007 la població en edat de treballar era de 658 persones, 505 eren actives i 153 eren inactives. De les 505 persones actives 484 estaven ocupades (256 homes i 228 dones) i 22 estaven aturades (10 homes i 12 dones). De les 153 persones inactives 59 estaven jubilades, 56 estaven estudiant i 38 estaven classificades com a «altres inactius».

### Ingressos
El 2009 a Saint-Yon hi havia 331 unitats fiscals que integraven 920,5 persones, la mediana anual d'ingressos fiscals per persona era de 27.576 €.

### Activitats econòmiques
Dels 39 establiments que hi havia el 2007, 3 eren d'empreses de fabricació d'altres productes industrials, 6 d'empreses de construcció, 7 d'empreses de comerç i reparació d'automòbils, 2 d'empreses de transport, 1 d'una empresa d'hostatgeria i restauració, 3 d'empreses d'informació i comunicació, 3 d'empreses immobiliàries, 10 d'empreses de serveis, 3 d'entitats de l'administració pública i 1 d'una empresa classificada com a «altres activitats de serveis».
Dels 8 establiments de servei als particulars que hi havia el 2009, 1 era un paleta, 1 guixaire pintor, 2 fusteries, 1 electricista, 1 empresa de construcció, 1 restaurant i 1 agència immobiliària.
L'únic establiment comercial que hi havia el 2009 era una botiga de mobles.

## Equipaments sanitaris i escolars
El 2009 hi havia una escola elemental integrada dins d'un grup escolar amb les comunes properes formant una escola dispersa.

## Poblacions més properes
El següent diagrama mostra les poblacions més properes.